# Nina Lekander
Nina Katrin Lekander, född 27 maj 1957 i Stockholm, är en svensk författare, journalist och översättare. Hon bor på Öland och i Berlin. 
Hon har medverkat i en lång rad uppmärksammade antologier, som Kvinnornas svarta bok (1992), Födda - berättelser om att föda (1994), Feministisk bruksanvisning (1995) och Hej klimakteriet (2014).  Hon har också arbetat med översättning av till exempel amerikansk skönlitteratur, bland annat introducerade hon Kathy Acker för svenskspråkiga läsare i mitten av 1980-talet.
Nina Lekander romandebuterade 1988 med Mun mot mun, en skönlitterär diskussion om kärlek och väntan på prinsen mitt i moderna kvinnors liv. Lilla livet, en roman om barnlöshet, tvåsamhet och överlevnad kom ut 1993. Mun mot mun och Lilla livet gavs 2005 ut som en samlingsvolym i pocket.
Tillsammans med Helena von Zweigbergk har Nina Lekander skrivit barnböckerna Pojken och staden (1997) och Pojken på jobbet (1999), med illustrationer av Jens Ahlbom. 2004 kom Mest om min mamma, en berättelse om att förlora en förälder. 2012 Hästar, män och andra djur, en essäroman om djur, kärlek, vänskap och åldrande. Hon har även översatt en rad pjäser, och skrivit några själv. Till exempel, tillsammans med Cristina Gottfridsson, Jösses döttrar 1998. 
Lekander arbetar 2021 som kulturskribent på Expressen och arbetade från december 2020 till mars 2021 på webbsatsningen Bulletin.
Nina Lekander har en son tillsammans med musikern och producenten Johan Johansson.

## Egna böcker
- Mun mot mun (AWE/Geber, 1988)
  - Tysk översättning: Mund zu Mund (Klein, 1994)
- Lilla livet (Norstedts, 1993)
  - Tysk översättning: Ich will keine Schokolade, ich will unbedingt ein Kind (Klein, 1997)
- Pojken och staden (barnbok, tillsammans med Helena von Zweigbergk) (Bonnier Carlsen, 1997)
  - Finsk översättning: Poika ja kaupunki (Kolibri, 1997)
- Pojken på jobbet (barnbok, tillsammans med Helena von Zweigbergk) (Bonnier Carlsen, 1999)
- Mest om min mamma (Norstedts, 2004)
- Hästar, män och andra djur (Norstedts, 2012)
- Nina och Simone : ett feministiskt drömspel (Constant Reader, 2015)
- Trosbekännelser (Norstedts, 2018)

## Redigerat
- Födda : berättelser om att föda (Bonnier Alba, 1994)

## Översättningar (urval)
- Kathy Acker: Blod och tarmar i plugget (Blood and guts in high school) (AWE/Geber, 1985)
- Rosa Montero: Som en drottning (Te trataré como a una reina) (Atlantis, 1990)
- Joyce Maynard: Till varje pris (To die for) (Rabén Prisma/Arleskär, 1996)
- James Hawes: En vit mersa med fenor (A white merc with fins) (översatt tillsammans med Claes Carlsson) (Bromberg, 1996)
- Sparkle Hayter Hårda bullar (What's a girl gotta do?) (översatt tillsammans med Claes Carlsson) (Ordfront, 1999)